# História da Universidade Federal de São Paulo
Este é um artigo sobre a história da Universidade Federal de São Paulo (UNIFESP).

## Anos 1930: A Fundação
Muitos são os fatores que levaram ao surgimento da Escola Paulista de Medicina.  Comumente, são referidos entre outros o crescimento populacional e o surto de industrialização da cidade de São Paulo, nas primeiras décadas do século XX, o sistema do vestibular até então vigente, o sistema de cátedras da Universidade de São Paulo, que restringia os círculos acadêmicos a pouco profissionais , que gerava descontentamento entre médicos com condições de lecionar mas sem espaço,  a escassez de centros de formação médica àquela época, o que resultava no êxodo para outros estados e países de jovens estudantes para realizarem o curso médico e a própria Revolução de 1932, onde a precariedade do atendimento aos feridos chocou a sociedade paulistana da época,e o consequente clima desfavorável à São Paulo na representação junto ao governo federal que se seguiu após o conflito. Acrescentam-se em consideração à época as  condições de saneamento básico ruins e a falta de hospitais na cidade, bem como o fato de que, para  elite paulistana era agradável a ideia de uma escola privada de Medicina.
Reuniram-se então  31 distintos médicos  e 2 engenheiros, atuantes em São Paulo à época, sob a liderança de Otávio de Carvalho com a intenção de fundarem uma nova escola médica em São Paulo. As reuniões ocorriam ora no consultório de Otávio de Carvalho, ora no Parque Trianon. Numa dessas reuniões ficou decidido que a Escola Paulista de Medicina seria criada.Havia o problema do financiamento : cada fundador deveria desembolsar cinco contos de réis divididos até o ano de 1937 e que os futuros alunos pagariam uma mensalidade de 240 mil-réis, o que equivaleria a R$520,00 atuais. Parte da renda da EPM entre 1934 e 1946 viria do Departamento Nacional do Café, com a venda de amostras de café em favor da EPM.
O evento deflagrador  da criação da EPM é considerado por muitos autores  o vestibular de 1933: graças aos estudantes aprovados no vestibular de 1933 para a Faculdade de Medicina de São Paulo, porém considerados  excedentes e sem a possibilidade de efetivarem sua matrícula. Otávio de Carvalho convidou esses mesmos estudantes "excedentes", descontentes com a situação gerada, a serem os primeiros estudantes da nova escola que ele propunha, sendo convidados 117 destes alunos. Um novo vestibular  foi aplicado e 85 estudantes foram aprovados, sendo que destes, 83 foram os matriculados na Turma I do curso de Medicina.
Com isto, sob a influência dos ares pós Revolução Constitucionalista de 1932, uma nova escola médica  nascia no estado de São Paulo,a segunda na cidade de São Paulo,  sendo fundada em 1 de junho do ano de 1933 com o nome de Escola Paulista de Medicina (e ainda assim  até hoje conhecida por muitos sob esta designação), iniciando sua trajetória acadêmica com o Curso de Medicina, cuja aula inaugural deu-se em 15 de julho de 1933, na sede inicial, uma casa alugada na Rua Oscar Porto n.54, no bairro de Vila Mariana. Esta era a segunda escola médica a ser criada no estado de São Paulo, tendo sido a primeira a Faculdade de Medicina da Universidade de São Paulo em 1913 e a 11ª Escola Médica fundada no país. A sociedade sem fins lucrativos Escola Paulista de Medicina foi registrada em cartório no dia 26 de junho de 1933. Uma ano depois de fundada, a EPM já dava sinais de que precisava crescer.Com negociações iniciadas no ano de 1935, temos que em setembro de 1936, a recém-fundada Escola Médica transferia-se para o "embrião" do  atual e definitivo campus da Vila Clementino, na Chácara Schiffini, no quadrilátero das atuais ruas Botucatu, Borges Lagoa, Pedro de Toledo e Napoleão de Barros e se iniciaria a construção do Hospital São Paulo, primeiro hospital universitário brasileiro em 1936, com sua pedra fundamental lançada em 30 de setembro. A Faculdade tinha neste ano 301 estudantes matriculados, muitos transferidos de outras instituições nacionais e internacionais.
A escolha da chácara da Vila Clementino teve um forte fator decisivo: um dos  proprietários anteriores , o médico Joaquim Basílio Pennino pretendia fazer dele da construção um hospital dedicado a crianças deficientes, portanto parte do que precisaria ser adaptado para o hospital-escola da EPM já estava pronto, sendo construídos e incorporados ao prédio inicial salas de aula e laboratórios. Comprado pelo pai de Joaquim Basílio, Luis Schiffini, em 1920, o terreno da Chácara teria inicialmente fins residenciais, porém em 1930 houve a mudança de planos para a criação do que seria o "Instituto Médico Pedagógico Paulista". Em 1934, a Chácara foi vendida para um grupo de padres que criariam ali uma escola tradicional, sendo vendida para a Escola Paulista de Medicina em 1936 e tornando-se sede definitiva em 1937. Em janeiro de 2013, o escritura  original  do terreno da Chácara Schiffini foi entregue pela filha de Joaquim Basílio, Sra. Maria Helena Schiffini Pennino, para a UNIFESP.
O início do ciclo clínico do curso médico contou com a criatividade e o improviso, dadas as condições do Hospital São Paulo encontrar-se em obras. O curso de propedêutica médica do quarto ano médico de 1936 inicialmente foi ministrado nas enfermarias emprestadas para o ensino médico dos alunos epemistas do Hospital Umberto Primo (também conhecido como Hospital Matarazzo). Em 19 de junho de 1937, parte do prédio da antiga chácara em que a E.P.M. se havia transferido foi transformado no Pavilhão Maria Thereza, para o atendimento de pacientes,com 3 andares e 80 leitos sendo este uma sede provisória do Hospital São Paulo e assim o primeiro serviço de saúde instalado em Vila Clementino, que seria substituído nos anos 1970 pelo atual edifício da Reitoria/Ambulatórios. A criação do Pavilhão Maria Thereza foi de fundamental importância para o reconhecimento da EPM pelo MEC no ano seguinte.O nome foi uma homenagem à Maria Thereza Nogueira de Azevedo, senhora da alta sociedade paulistana, que tinha o desejo de construir um hospital infantil na cidade (por ela proposto de "Hospital Piratininga") e que doara o dinheiro para o pavilhão graças a atuação de Otávio de Carvalho. Apesar da alteração do desejo de Joaquim Basílio e Maria Thereza de que as crianças fossem atendidas,  em prol da construção Hospital São Paulo, décadas depois a vontade de ambos seria atendida: a construção da APAE e da AACD em torno da EPM (centros de atendimento à criança excepcional e defeituosa, como bem queria Basílio) e do GRAAC( Grupo de Amigos e Apoio à Criança com Câncer, na Rua Botucatu, em frente ao local que foi o Pavilhão Maria Thereza, atendendo à crianças como ela idealizou no seu Hospital Piratininga…)
As primeiras turmas de estudantes de medicina porém viviam naquele momento a incerteza acerca da validação do seu diploma,pois a EPM era vista como uma escola nova e sem tradição, dúvida esta  que foi dissipada  finalmente com o Decreto-lei nº 2703 de 31 de maio de 1938, no qual o governo federal concedeu reconhecimento à faculdade,   ano este da formatura da primeira turma de Medicina da EPM, ocorrida no Teatro Municipal de São Paulo em 8 de dezembro de 1938. 
A necessidade da Enfermagem na nova instituição já era notada desde 1937, com autorização para  a instalação de um curso de Enfermagem Obstétrica a pedido do catedrático Prof. Álvaro Guimarães Filho. Em 1939, iniciava-se o segundo curso universitário da Instituição, a Escola de Enfermagem,com a iniciativa de Enfermeiras religiosas  provenientes da França , introduzindo um curso aos moldes do modelo padrão da Escola Anna Nery do Rio de Janeiro, fundada em 1923.Em 1968, o curso passou a se chamar Escola Paulista de Enfermagem e no ano de  1977, incorpora-se à Escola Paulista de Medicina, ainda em consequência do processo de federalização da faculdade. Em 1994, passou a ser constituído o Departamento de Enfermagem da UNIFESP.

## Anos 1940: Tempos de Guerra, Crescimento e Crise
Após 4 anos do início das obras,em 1940, com cinco andares prontos e outros ainda em construção, o Hospital São Paulo começava enfim  a funcionar.
A Escola Paulista de Medicina  é  considerada a pioneira na criação e introdução no Brasil do primeiro hospital universitário  (Hospital São Paulo, 1936), sendo uma instituição de caráter privado em seus primeiros anos de existência. 
Cria-se em 1947 o Laboratório de Farmacologia e Bioquímica , que se localizava  no segundo andar do HSP , embrião do núcleo de pesquisa básica da faculdade. Em 1956 o Laboratório instalar-se-ia em edifício próprio, hoje denominado Edifício José Leal Prado. 
Durante a Segunda Guerra Mundial (1939-1945) as finanças tornaram-se precárias. 28 leitos do HSP são destinados aos pensionistas do Instituto de Aposentadorias de São Paulo para fins de provimento da receita do hospital. Em 1949 ocorre o perdão da dívida da EPM junto à Caixa Econômica Federal, por intermédio do deputado Horácio Lafer.

## Anos 1950: Federalização da EPM
A década de 1950 foi um período de grandes transformações na então faculdade particular de medicina. O ano de 1951 foi marcado pelo fim do sistema de cátedras e início do sistema departamental, sendo o primeiro departamento constituído o de Clínica Médica.
A crise financeira continuaria nos anos 1950, com propostas de doação total ao governo federal da Escola ou mesmo o seu fechamento. A saída encontrada teria uma grande repercussão: a EPM seria  federalizada em 21 janeiro de 1956 , sob o governo de Nereu Ramos (Lei n. 2712), assumindo o aspecto de autarquia federal. O Hospital São Paulo permaneceria sob controle da sociedade civil Escola Paulista de Medicina, que em 1960 mudaria seu nome para Sociedade Paulista para o Desenvolvimento da Medicina - SPDM.
Em 1957 inicia-se o programa de Residência médica, sendo o terceiro do país até então, com 10 vagas para a área de Clínica Médica e 10 para a de Cirurgia Geral.

## Anos 1960 :Tempos da "primeira" Universidade Federal de São Paulo - UFSP
Algumas tentativas de transformação da escola de Medicina em Universidade malograram durante os anos 1960, 70 e 80, sendo a principal destas iniciativas a junção com a Escola de Engenharia de São Carlos da USP e outras instituições isoladas estaduais do interior que mais tarde viriam a ser integradas na UNESP, Araçatuba (Faculdade de Farmácia e Odontologia), Araraquara (Faculdade de Filosofia, Ciências e Letras), além de Santo André (Faculdade Municipal de Ciências Econômicas), criando-se em 13 de dezembro 1960 a Universidade Federal de São Paulo  (UFSP), com sede à cidade de São Carlos (Lei nº 3835), sendo o seu primeiro reitor o professor epmista Marcos Lindemberg. A medida precisava de legislação complementar para a efetiva instalação, porém ficou esquecida. Em 1963 João Goulart chega a criar um Conselho Consultivo para a implantação da UFSP, porém o golpe militar leva por fim a UFSP a ter uma  duração efêmera até 29 de setembro de 1964 (Decreto-Lei 4421),sendo extinguida e  a EPM voltava a ser um "estabelecimento isolado federal de ensino superior de natureza autárquica". O episódio da UFSP dividiria o corpo docente e deixaria marcas na EPM durante o regime militar nos anos 70. Outras propostas que acabariam por serem postuladas foram ainda criação à época de uma Universidade Federal na própria cidade de São Paulo ou na região do ABC paulista. Em 28 de setembro de 1968, contudo, a EPM foi elevada à categoria de Autarquia Federal de Regime Especial. 
Em 1963 é inaugurado o Edifício de Ciências Biomédicas (atual Edifício Antônio C.M.Paiva) para a ampliação dos laboratórios e dos grupos em pesquisa. 
Em 1965 iniciam-se as atividades do Programa de saúde indígena no Xingu, onde estudantes e docentes passam a atuar no Parque Nacional do Xingu realizando ações de assistência médica, imunização e educação em saúde, além de pesquisa.
Nessa conturbada década de 1960 caracterizada pelas mudanças políticas do país e na natureza de seu status universitário, a Escola Paulista de Medicina veria o nascimento dos cursos de Ciências Biológicas modalidade Médica (Ciências Biomédicas) em 1966, originado da necessidade de pesquisadores e docentes para as áreas básicas, Ortóptica (superior em 1967, técnico desde 1947, reconhecido em 1970) e o de Fonoaudiologia em 1968. Sobre o curso Biomédico criado em  1966, citamos as palavras de José Leal Prado sobre a criação do mesmo: "Em anos recentes foi feita uma tentativa malograda de fundar-se em São Paulo a Universidade Federal. Entretanto, uma instituição como a Escola Paulista de Medicina sente-se limitada dentro da estrutura de um instituto isolado de ensino superior. A criação do curso de ciências biomédicas tornará mais amplo seu campo de atividade cultural e mais importante  sua contribuição social. Se tivermos êxito nesta iniciativa, estaremos armazenando uma experiência valiosa ao mesmo tempo em que teremos maiores possibilidades para fazer uma segunda tentativa no caminho da Universidade Federal".
Em 1967 surge a Biblioteca Regional de Medicina, a partir da Biblioteca Central da EPM e do convênio com a Organização Pan-Americana de Saúde (OPAS).
Em 1969, representativo do pilar da Assistência, surge o Programa de Integração Docente-Assistencial do Embu (PIDA-Embu), iniciado pelo Departamento de Pediatria, presente no município até hoje e atualmente composto deste e de outros departamentos e cursos da universidade.

## Anos 1970: Pós-graduação inicia seu destaque
A EPM ainda é célebre por ter organizado  os  primeiros programas de residência médica no país (1956) e de pós-graduação autorizado em 1969, instituído em 1971 (no ano de sua criação, defesa de 2 teses de doutorado e um mestrado) , que são reconhecidos como os pioneiros na área de saúde no Brasil. Nesta década são construídos o Edifício Jairo Ramos aonde está localizado o atual Pronto-Socorro e o Edifício Octávio de Carvalho, para o atendimento ambulatorial e sede da Diretoria da então EPM.Em 1978 houve nova proposta pelo MEC de fundir a E.P.M. na Universidade Federal de São Paulo que constituía à época a Universidade Federal de São Carlos, sendo esta proposta rejeitada pela Congregação.No ano seguinte,em agosto de 1979, após um novo questionamento do MEC, a Congregação da EPM assim o respondeu: "a Escola Paulista de Medicina oferece todas as condições de estrutura e tradição para constituir o núcleo de uma Universidade dedicada seriamente  ao ensino e a pesquisa na área das ciências biológicas e da saúde".

## Anos 1980: Tempos de redemocratização
No início dos anos 1980, o Centro Acadêmico Pereira Barreto (C.A.P.B) mudou sua sede, saindo da Rua Diogo de Faria e ocupando pelos vinte anos seguintes o prédio da convivência ( a transformação da Universidade e o surgimento do D.C.E. o levariam atualmente ao Prédio em que outrora funcionou o Centro de Saúde da Vila Clementino, ao lado da Atlética) . Em 1983 a Escola Paulista de Medicina celebrou seu Jubileu de Ouro.Em 1986 mais uma tentativa de transformação em universidade foi infrutífera.

## Anos 1990: Tempos da Universidade de fato
Destacando-se há muito  pela excelência dos seus cursos de  graduação, pós-graduação, residência médica, extensão, aprimoramento e como reconhecimento, foi elevada  definitivamente à categoria de Universidade especializada em Ciências da Saúde no ano de 1994, com a Lei nº 8.957, de 15 de dezembro de 1994, assumindo a terminologia Universidade Federal de São Paulo e a sigla UNIFESP (o termo "UFSP"" chegou a ser cogitado, mas descartado em virtude dos fatos ocorridos nos anos 1960). 
Os primeiros anos como universidade causaram estranheza à comunidade acadêmica brasileira : como a EPM seria uma Universidade se possuía apenas 5 cursos na área da saúde? Esse debate terminaria com a afirmação pelo MEC que caberia a UNIFESP ser uma "Universidade da Saúde" - especializada apenas na área da Saúde, como alguns centros mundiais à época.
A UNIFESP foi uma das primeiras universidades federais a aderir ao sistema de cotas, no ano de 2005, representando inicialmente um aumento de 10% no número de vagas que oferecia até então.

## Anos 2000: Tempos da expansão da Universidade da Saúde
Os primeiros anos do século XXI marcariam agora a fase de maior expansão da universidade. Em 2006, o campus da Baixada Santista, em Santos,  iniciou suas atividades acadêmicas com os cursos da área de Saúde de Nutrição, Psicologia, Educação Física, Terapia Ocupacional e Fisioterapia. 
Apesar da proposta inicial e de uma tradição vista nos seus primeiros setenta anos de ser um centro universitário das " Ciências da Saúde"  e oferecer até então cursos na  área de Biológicas, a expansão da UNIFESP começou a dar-se não só no sentido geográfico como no acadêmico do conhecimento,a partir de  2007 :  para os campi de Guarulhos (que concentra as áreas de humanas, inicialmente com os cursos de Filosofia, Ciências Sociais, História e Pedagogia), Diadema (área de biológicas e exatas) e São José dos Campos (exatas), trazendo um novo rosto à até então denominada "Universidade da Saúde", que agora passaria  a ser conhecida como a "Universidade do Conhecimento". 
Esta expansão foi possível graças ao Programa de Expansão das Universidades Públicas Federais, do governo federal, a partir de 2003, o que levou a Unifesp a ter uma área total de quase 427 mil metros quadrados na atualidade. O recente crescimento porém trouxe novos problemas à estrutura universitária em expansão como a falta de infraestrutura adequada para o pleno funcionamento dos novos campi, o que gerou insatisfações e protestos entre funcionários e estudantes, particularmente no Campus Guarulhos em 2007 e 2008. 
No ano de 2008 a comunidade da UNIFESP celebrou os 75 anos de fundação da Escola Paulista de Medicina. Também vivenciou, em decorrência do que ficou conhecido como "Escândalo do Cartão Corporativo", a renúncia de seu reitor e a antecipação da escolha de um novo.
Em 2009 mais um passo é dado na questão da expansão universitária da UNIFESP: os novos cursos de Serviço Social (Santos),  Ciências Químicas e Farmacêuticas (Diadema), Matemática Computacional (São José dos Campos), História da Arte e Letras (Guarulhos) passam a ser oferecidos, o que leva à entrada de 1812 novos estudantes ao corpo discente da UNIFESP. O ano de 2009 também celebra a graduação das primeiras turmas dos Cursos pioneiros do Campus Santos. 

## Anos 2010: Tempos  atuais de consolidar a UNIFESP
O ano de 2010  destaca-se na  expansão da Universidade com a criação de novos cursos, como Ciências, Ciências Ambientais, e a promulgação do Novo Estatuto da Unifesp. 
Em 2011 iniciam-se as atividades do Campus Osasco da UNIFESP, com os cursos de Administração, Ciências Contábeis, Ciências Econômicas e Relações Internacionais, e é criada a Unidade Santo Amaro do Campus São Paulo. Mudanças no Estatuto permitem caracterizar a EPM como Unidade Universidade do Campus São Paulo da UNIFESP
Em 2012o Campus Guarulhos foi sede de protestos da comunidade universitária ali presente, solicitando melhorias das condições do campus. A Polícia Militar foi acionada pela própria UNIFESP e prendeu alunos que se encontravam na manifestação . Resultado:  22 alunos foram indiciados por crimes de dano ao patrimônio público, constrangimento ilegal e formação de quadrilha, cujas penas somadas podem atingir oito anos de prisão. .. Na consulta à comunidade acadêmica realizada em 2012 saiu-se vitoriosa a Chapa 3, da professora Soraya Smaili (Farmacologia) e Valéria Petri (Dermatologia) para os respectivos cargos de Reitora e Vice-Reitora. Em 2013, a doação do terreno em Itaquera e concessão de 99 anos pela prefeitura levam a UNIFESP a mais um campus, no ano em que a Escola Paulista de Medicina celebra 80 anos de fundação.
O futuro mostra-se à Unifesp como desafiante : crescer com qualidade sempre, em todas as áreas. Este desafio pode parecer para muitos perigoso e difícil de realizar, porém foi contra tudo que estava então vigente que uma Escola Médica nasceu neste país. Ousadia para se superar a cada dia.